# El gigante de la tierra misteriosa
El gigante de la tierra misteriosa (Giant from the Unknown) es una película estadounidense de ciencia ficción dirigida por Richard E. Cunha, estrenada en 1958. Forma parte del cine fantástico de serie B producido durante la década de 1950, caracterizado por la exploración de temores sociales como la amenaza atómica, lo desconocido y los peligros de la ciencia mal aplicada. La cinta ha sido revalorizada como ejemplo del cine de culto de bajo presupuesto que marcó una época.
El maquillaje del monstruo, encarnado por Buddy Baer, es obra del experto Jack Pierce, creador de clásicos  rostros monstruosos: el monstruo de Frankenstein, 
I'm-Ho-Tep (la momia), Kharis o el hombre lobo. Fue dirigida por Richard E. Cunha, experto igualmente en el fantástico, con títulos como 
Missile to the Moon, She Demons o Frankenstein's Daughter.

## Argumento
En el pequeño pueblo californiano de Pine Ridge están sucediendo una serie de salvajes asesinatos y extraños sucesos, en ese momento, guiado por sus 
investigaciones y acompañado de su hija, llega al pueblo acompañado de su hija el Dr. Cleveland, un arqueólogo obsesionado con la búsqueda de los restos del conquistador español 
Vargas, cuyas leyendas relatan que además de ser despiadado y cruel, tenía unas dimensiones enormes, lo que le hizo ganarse el apodo del "Gigante Diablo". Vargas y 
sus hombres (conocidos como "La brigada del diablo" según Cleveland) desertaron de las fuerzas españolas después de un motín, huyendo a las montañas de California, donde pretendían encontrar oro. Según cuenta este arqueólogo parece ser que Vargas junto con sus secuaces, entraron en contacto con los indios de esa zona de California... es en este momento donde entra en juego el personaje de Wayne Brooks, un joven científico de este pueblo que gracias al desarrollo de su tesis tiene un gran 
conocimiento de la zona y ha recogido gran cantidad de restos de los antiguos asentamientos indios que allí vivieron. Por las calles del pueblo, Wayne reconoce 
al Dr. Cleveland, ya que fue profesor suyo en la universidad; Brooks y Cleveland hablan sobre sus respectivas investigaciones, ambos quedan 
entusiasmados y Wayne lleva a su laboratorio al doctor para mostrarle sus hallazgos. Entre ellos, el Dr. Cleveland encuentra una pequeña cruz que casi 
instantáneamente atribuye a la influencia que estos conquistadores españoles tuvieron sobre los indios de esta zona. Lógicamente el Dr. Cleveland quiere 
ir a echar un ojo a esa zona y por supuesto Wayne se ofrece a ser su guía. antes de irse de su laboratorio, la hija del doctor se asusta con un pequeño 
lagarto que Wayne tiene metido en una caja; Wayne les explica que ese lagarto es la joya de sus investigaciones, ya que se trata de una especie extinta 
que encontró incluido en una roca de esa misma zona, y que tras unos días en su laboratorio revivió. Para explicar esto, Wayne defiende la teoría de la 
"Animación Suspendida". Books, Cleveland y la hija de este se dirigen a la zona donde creen se hallan los restos de los conquistadores españoles, una vez allí, Brooks tiene un 
serio encontronazo con uno de los indios que todavía viven en la zona, que piensa que busca remover los restos de sus antepasados. Brooks le convence de lo contrario y sigue 
investigando. Encuentran los restos de los conquistadores, muertos probablemente a causa de una epidemia. Un rayo revive a Vargas, que comienza a sembrar el pánico en los alrededores...

## Producción
La película se rodó íntegramente en localizaciones del Estado de California: Big Bear Lake, Big Bear Valley y San Bernardino National Forest. Con un presupuesto modesto, el equipo técnico reutilizó decorados y recurrió a efectos especiales de bajo coste, estrategia común en la producción de serie B de la época. Este carácter artesanal ha sido clave en la posterior revalorización de la cinta como objeto de culto. Buddy Baer, reconocido por su imponente complexión física y hermano del boxeador Max Baer, fue elegido para encarnar al gigante Vargas. La caracterización del personaje —a medio camino entre un conquistador español y una criatura surgida del imaginario gótico— se apoyó en un trabajo de maquillaje expresionista que reforzaba la ambigüedad temporal y estética del antagonista.

## Reparto
- Ed Kemmer ... Wayne Brooks (como Edward Kemmer)
- Sally Fraser ... Janet Cleveland
- Bob Steele ... Sheriff Parker
- Morris Ankrum ... Dr. Frederick Cleveland
- Buddy Baer	... Vargas el gigante
- Oliver Blake ... Propietario de la cafetería
- Jolene Brand ... Ann Brown (como Joline Brand)
- Billy Dix ... Indian Joe
- Gary Crutcher ... Charlie Brown
- Ned Davenport ... Habitante del pueblo
- Ewing Miles Brown ... Habitante del pueblo (como Ewing Miles)

## Títulos
- Giant from the Unknown (título original)
- Giant from Devil's Crag
- Giant from Diablo Point
- The Diablo Giant
- El gigante de la tierra misteriosa (España, DVD)
- El gigante de otro mundo (México)
- In den Klauen des Giganten (Alemania Occidental)
- O Gigante do Outro Mundo (Brasil)

## Fechas de estreno
- Estados Unidos: marzo de 1958
- México: 2 de junio de 1960
- Alemania Occidental: 8 de septiembre de 1961